# Kościół św. Stanisława Biskupa w Rynarzewie
Kościół świętego Stanisława Biskupa – rzymskokatolicki kościół filialny należący do parafii św. Katarzyny Aleksandryjskiej w Rynarzewie. Znajduje się pośrodku rynku dawnego miasta.
Świątynia została wzniesiona przez rynarzewską gminę ewangelicką. Konsekrowano ją w dniu 28 listopada 1901 roku. Po II wojnie światowej kościół był opuszczony. Pierwszy powojenny proboszcz parafii katolickiej w Rynarzewie, ksiądz Michał Cieżak poprosił Kurię Archidiecezjalną w Gnieźnie o pozwolenie na wykorzystanie dawnej świątyni protestanckiej. Kuria wyraziła zgodę i w dniu 19 maja 1946 roku kościół został poświęcony i otrzymał wezwanie św. Stanisława, biskupa i męczennika.
Kościół został zbudowany w stylu neogotyckim z czerwonej cegły.